# Міхалув (Опатовський повіт)
Міхалув (пол. Michałów) — село в Польщі, у гміні Садове Опатовського повіту Свентокшиського воєводства.
Населення — 65 осіб (2011).
У 1975-1998 роках село належало до Тарнобжезького воєводства.

## Демографія
Демографічна структура на день 31 березня 2011 року:
|          | Загалом | Допрацездатний вік | Працездатний вік | Постпрацездатний вік |
| -------- | ------- | ------------------ | ---------------- | -------------------- |
| Чоловіки | 31      | 6                  | 21               | 4                    |
| Жінки    | 34      | 4                  | 17               | 13                   |
| Разом    | 65      | 10                 | 38               | 17                   |